# Cima Catinaccio
La Cima Catinaccio (Rosengartenspitze in tedesco; 2981 m s.l.m.) è la seconda vetta più alta del Gruppo del Catinaccio, nelle dolomiti. Divisa tra i comuni di Tires (Provincia di Bolzano) e San Giovanni di Fassa (Provincia di Trento), è posta a spartiacque tra la Valle di Tires e la Val di Fassa.

## Morfologia e geologia

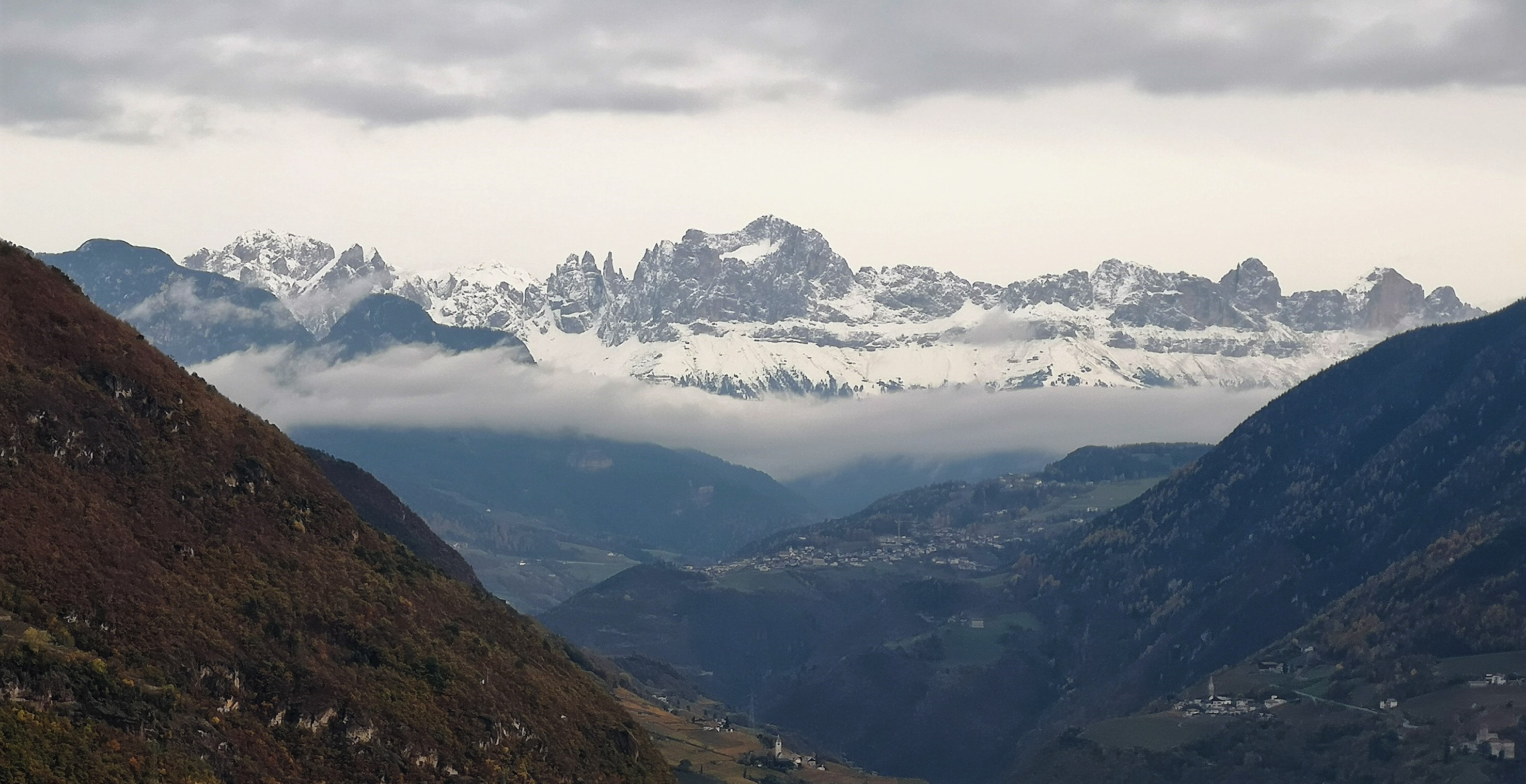
Il gruppo del Rosengarten visto da Bolzano

La montagna, come tutte quelle del suo gruppo montuoso, è costituita di dolomia, roccia che ha avuto origine dalla sedimentazione di un'antica barriera corallina è che perciò è soggetta a un'elevata erosione. All'alba e al tramonto è soggetta come ogni altra cima dolomitica al fenomeno dell'enrosadira. I versanti appaiono più dolci sull'asse nord-sud, mentre cadono a strapiombo per varie centinaia di metri sull'asse est-ovest.

## Storia
I primi ad aver scalato la Cima Catinaccio sono stati due turisti di nazionalità inglese: Charles Comyns Tucker e T. H. Carson, i quali avevano ingaggiato nell'anno 1874 una guida, François Devouassoud, per riuscire nell'impresa. Nei primi anni del Novecento, con il diffondersi dell'alpinismo moderno, sono state aperte numerose vie d'ascesa di varie difficoltà.